# Crossopalpus flexuosus
Crossopalpus flexuosus är en tvåvingeart som först beskrevs av Friedrich Hermann Loew 1840.  Crossopalpus flexuosus ingår i släktet Crossopalpus och familjen puckeldansflugor. Inga underarter finns listade i Catalogue of Life.